# قناة بارتون الدوارة

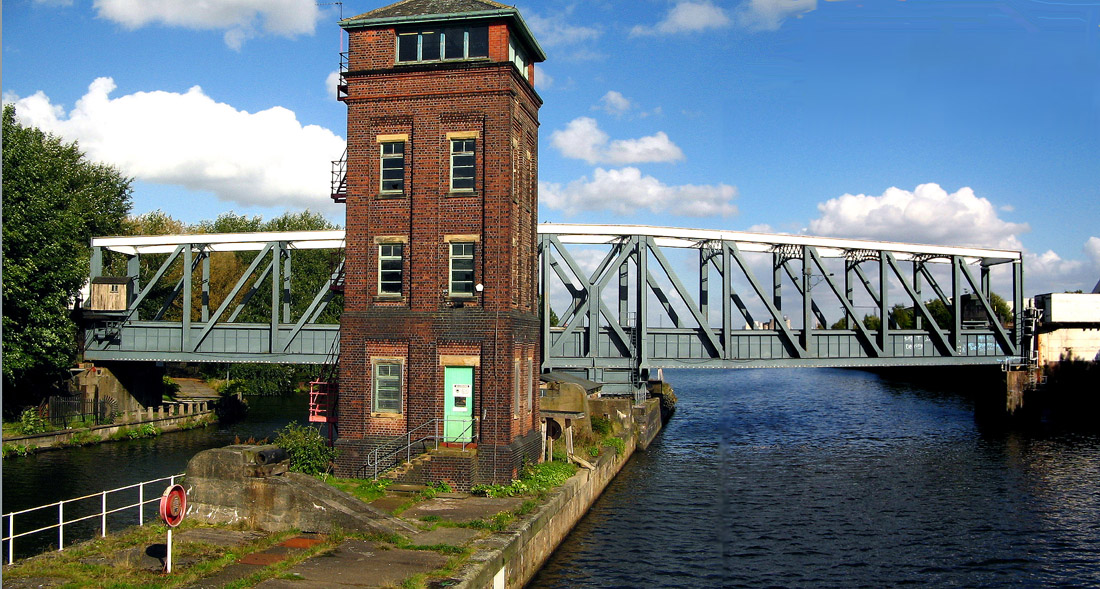
قناة بارتون الدوارة في مانشستر الكبرى.

قناة بارتون الدوارة (بالإنجليزية: Barton Swing Aqueduct) قناة ملاحية معلقة تقع في مانشستر الكبرى، إنجلترا. وهي القناة الدوارة الوحيدة في العالم. تحمل قناة بريدجووتر عبر قناة مانشستر الملاحية. قام بتصمميمها المعمار إدوار ليدر وليامز عام 1894 بعد استبدال تصميمها القديم منذ 1761 لإفساح المجال أمام حركة الملاحة أسفل الجسر.

## مراجع

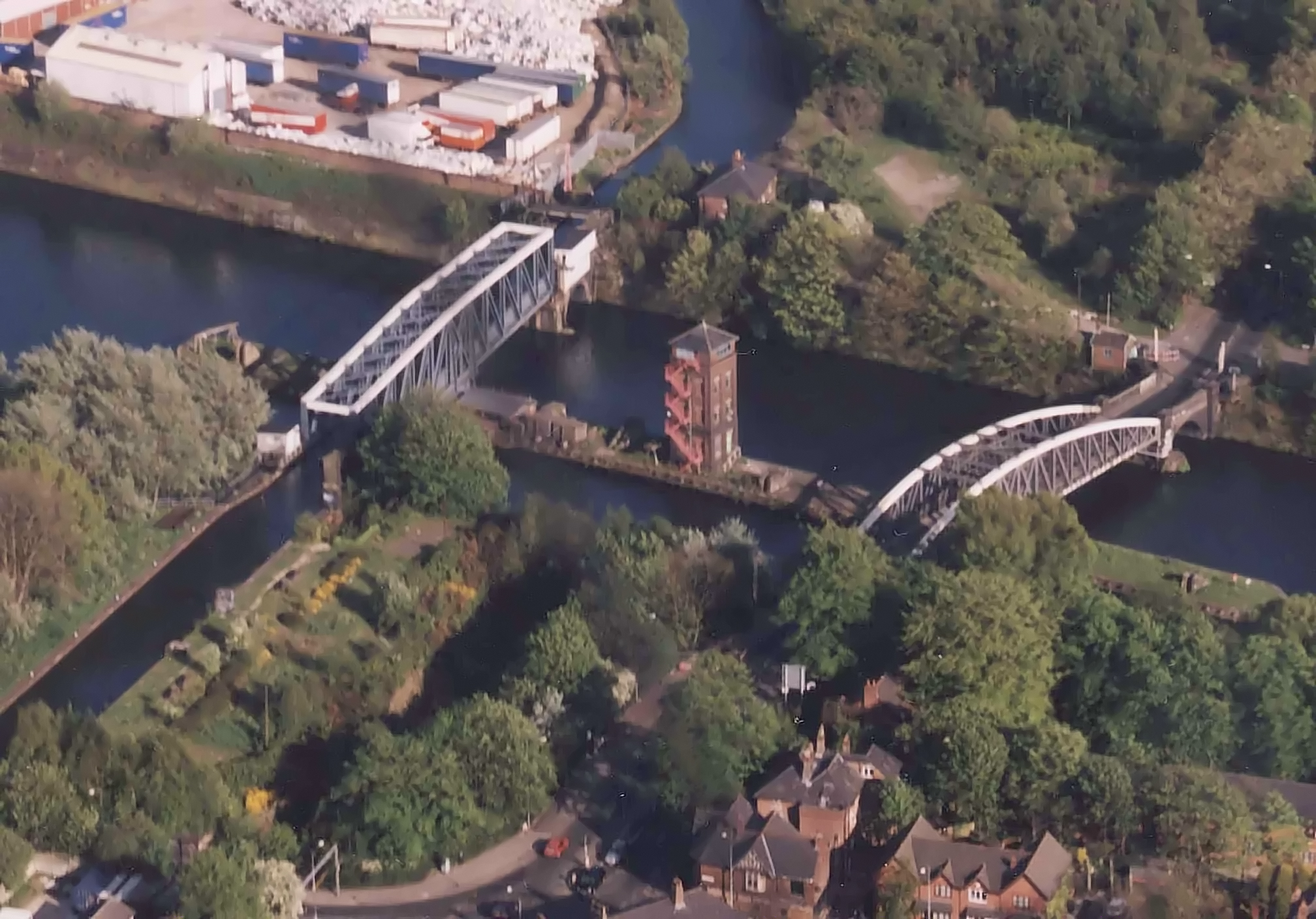
منظر جوي للقناة عبر قناة مانشستر الملاحية.

## وصلات خارجية
- فيديو لحركة الجسر على قناة مانشستر الملاحية
- قناة بارتون الدوارة
- قناة بريجووتر